# Mõisamaa (Väike-Maarja)
Mõisamaa (Duits: Moisama) is een plaats in de Estlandse gemeente Väike-Maarja in de provincie Lääne-Virumaa. De plaats heeft 24 inwoners (2021) en heeft de status van dorp (Estisch: küla).
De plaats hoorde tot in 2017 bij de gemeente Rakke. In dat jaar werd Rakke bij de buurgemeente Väike-Maarja gevoegd.
De rivier Onga, een zijrivier van de Pedja, vormt de grens met de buurdorpen Suure-Rakke en Väike-Rakke.

## Geschiedenis
In 1430 werd een landgoed Mandelver mit Tammik genoemd. Tammik is Tammiku, nu het noordoostelijke buurdorp van Mõisamaa. In 1479 is er sprake van een dorp Myndelver, dat op het landgoed van Sall (Salla) lag. In 1526 werd Tammik een apart landgoed. In 1541 bestonden er afzonderlijke dorpen Moisema en Munderver. In 1640 werd Moisema Hofstede oder Moisema bei Sall genoemd. Daarna verdween het dorp. In de 18e eeuw ontstond een apart landgoed Moisama, waarschijnlijk vernoemd naar het vroegere dorp. In 1782 werd het voor het eerst opgevoerd in de lijst van landgoederen. Op het landgoed lag nog steeds een dorp Mondewer, dat op het eind van de 19e eeuw de naam van het landgoed, Moisama, kreeg. De laatste eigenaar van het landgoed voor de onteigening door het onafhankelijk geworden Estland in 1919 was Ewald Edler von Rennenkampff. Het landhuis van het landgoed is niet bewaard gebleven.